# Le Cheval fantôme
Pour les articles homonymes, voir Le Cheval et l'Enfant.
Le Cheval fantôme (en anglais The Phantom Stallion), publiée pour la première fois en 2002 par Avon Books, est une série de romans pour jeunes adultes écrits par la romancière américaine Terri Farley. Ils sont traduits de l'anglais au français par Catherine Danison, et publiés chez Flammarion jeunesse. La série compte 24 tomes en anglais
Le personnage principal est une jeune fille nommée Samantha « Sam » Forster, qui partage une relation unique avec un cheval sauvage appelé « le Fantôme ». Après avoir passé deux années loin du ranch de sa famille dans le Nevada pour se remettre d'un accident d'équitation, Sam retourne chez elle pour se rendre compte que les choses ne sont jamais faciles lorsqu'il s'agit de chevaux. 

## Synopsis
Une jeune fille nommée Samantha a perdu son cheval à la suite d'un grave accident d'équitation. Après deux ans d'absence pour se remettre, elle décide de revenir au ranch de son père. Là, elle rencontre un mystérieux cheval argenté et se demande s'il s'agit de Blackie, ce cheval noir qu'elle a connu et apprivoisé auparavant.

## Tomes

### Romans traduits
1. L'Étalon sauvage, 2004 ((en) The Wild One, 2002)
2. Un mustang dans la nuit, 2004 ((en) Mustang Moon, 2002)
3. Une jument dans les flammes, 2006 ((en) Dark sunshine, 2002)
4. Le cheval rebelle, 2007 ((en) The Renagade, 2002)
5. Un poulain dans la tourmente, 2008 ((en) Free Again, 2003)
6. Le troupeau menacé, 2010 ((en) The Challenger, 2003)
7. La jument disparue, 2011 ((en) Desert Dancer, 2003)
8. La jument mystérieuse, 2013 ((en) Golden Ghost, 2003)

### Non traduits
- (en) Gift Horse, 2003
- (en) Red Feather Filly, 2004
- (en) Untamed, 2004
- (en) Rain Dance, 2004
- (en) Heartbreak Bronco, 2004
- (en) Moonrise, 2005
- (en) Kidnapped Colt, 2005
- (en) The Wildest Heart, 2005
- (en) Mountain Mare, 2005
- (en) Firefly, 2005
- (en) Secret Star, 2006
- (en) Blue Wings, 2006
- (en) Dawn Runner, 2006
- (en) Wild Honey, 2006
- (en) Gypsy Gold, 2006
- (en) Run Away Home, 2006

## Personnages principaux

### Les humains
- Samantha « Sam » Forster : Protagoniste de la série. Elle a les cheveux auburn, les yeux bruns et mesure un peu plus d'un mètre cinquante. Elle a treize ans au début de la série.
- Wyatt Forster : le père de Samantha
- Jake Ely : le meilleur ami de Samantha, qu'elle considère comme son frère
- Jennyfer Kenworthy : la meilleure amie de Samantha. Son ranch a été racheté par Slocum.

### Les animaux
- Flamme est le chien de Samantha et de sa famille.
- Compère est la jeune vache que Sam sauve des sables mouvants dans le tome 1.
- Cougar est le chaton de Sam à partir de la fin du tome 6.
- Caïd : Petit hongre bai monté par Samantha. C'est un ancien cheval sauvage capturé par le bureau de gestion des terres puis adopté par la jeune cavalière. Il a un caractère joueur et chenapan. S'entendant mal avec les autres chevaux des Forster, il reste la plupart du temps dans les écuries avec Douce, le cheval de Grand Mère Grace.
- Blackie : Blackie est le cheval sauvage surnommé « Le Cheval Fantôme » dans la série, et dont le premier roman s'intitule The Wild One (« l'[étalon] sauvage »). Cheval libre depuis l'accident de Samantha, Blackie s'est enfui et s'est endurci. Lorsqu'il réapparait, il a changé, mais Samantha et lui partagent toujours une relation unique, et un secret, « Zanzibar », le prénom que lui a donné Samantha. Le cheval a changé peu à peu, passant du noir au gris argenté, comme son père. C'est un cheval très distant et mystérieux, doux et amical avec les gens bien et qu'il connait, mais dangereux, méfiant, prudent, brutal et sauvage avec les personnes mauvaises.